# Karsten Bahnson

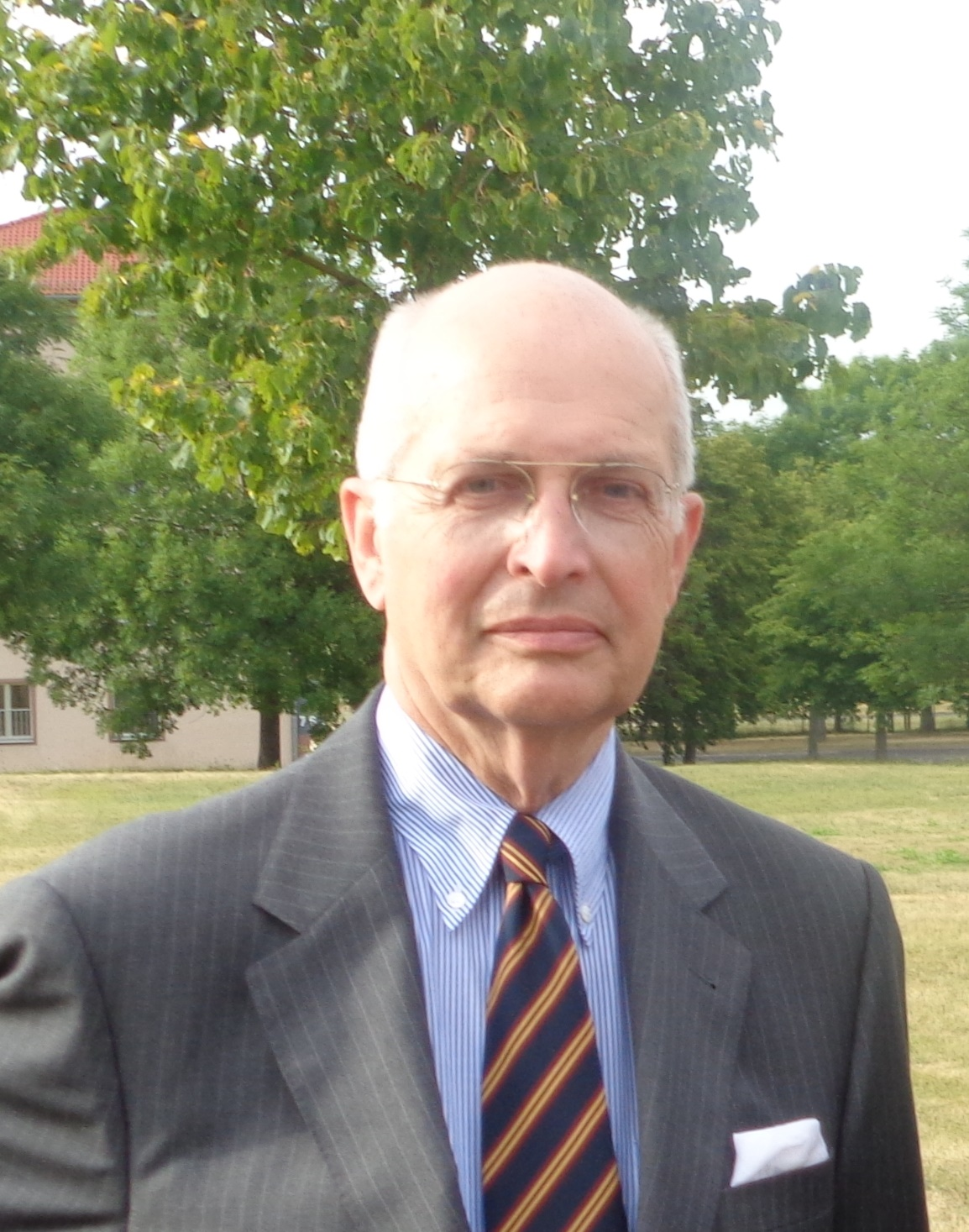
Karsten Bahnson (2014)

Karsten Bahnson (* 22. Mai 1941 in Bremen) ist ein deutscher Versicherungskaufmann und Studentenhistoriker.

## Leben
Bahnson studierte an der Universität Hamburg. Dort wurde er 1965 Mitglied des Corps Thuringia Jena. 1970 gehörte er zum Hamburger Vorort des KSCV. Als Diplom-Kaufmann schrieb er bei Christian Helfer eine universitätsgeschichtliche Doktorarbeit. 1973 wurde er von der Universität des Saarlandes  zum Dr. phil. promoviert. Er ist selbständiger Versicherungskaufmann in Bremen und Dombauherr des Bremer Doms. Er wurde 1970 in die Historische Kommission des KSCV gewählt und ist seit 1985 ihr Vorsitzender. Im Gesamtausschuss des Verbandes Alter Corpsstudenten vertrat er den Großbezirk Norddeutschland von 1983 bis 1993. Er war Schatzmeister der Fabricius-Gesellschaft. Von 1989 bis 2021 war er Vorsitzer der Deutschen Gesellschaft für Hochschulkunde e.V., des Trägervereins des Instituts für Hochschulkunde an der Julius-Maximilians-Universität Würzburg.

## Schriften
- Akademische Auszüge aus deutschen Universitäts- und Hochschulorten, Vandenhoeck und Ruprecht, Göttingen 1973.
- Student und Hochschule im neunzehnten Jahrhundert, Vandenhoeck und Ruprecht, Göttingen 1975.
- Historische Institutionen. Handbuch des Kösener Corpsstudenten, Bd. 1, Würzburg 1985, S. 265–268.
- mit Georg Brautlecht: Hubertia Freiburg im Dritten Reich und ihre Nachkriegs-Rekonstitution zunächst in Bremen. Einst und Jetzt, Bd. 34 (1989), S. 167–170.
- Die Reise nach Kösen. Einst und Jetzt, Bd. 41 (1996), S. 129–133.
- Der St. Petri-Dom zu Bremen, 10. Auflage. Deutscher Kunstverlag, Berlin München 2006.
- Vorgeschichte und Gründung des Kösener Senioren-Convents-Verbandes, in: Rolf-Joachim Baum (Hg.): Wir wollen Männer, wir wollen Taten. Siedler-Verlag, Berlin 1998, S. 45–83.
- Die Stiftung der Thuringia Jena (1820) nach einem Brief ihres ersten Seniors. Einst und Jetzt, Bd. 44 (1999), S. 151–166.
- Das Stammbuch des Jenaer Studenten Gotthelf Adolf Schumann – Burschenschafter und Stifter des heutigen Corps Thuringia Jena. Einst und Jetzt, Bd. 60 (2015), S. 129–176.